# Louis-Casimir van Caloen
Louis Casimir van Caloen (Brugge, 4 juli 1809 - 5 augustus 1842) was burgemeester van de Belgische gemeente Koolkerke van 1836 tot 1842

## Familie
Louis-Casimir van Caloen was de zesde van de tien kinderen van François-Joseph van Caloen (1770-1828) en Françoise Arents (1779-1857). De familie van Caloen behoorde tot de adel sinds minstens 1646.
François-Joseph liet in 1816 onder het Verenigd Koninkrijk der Nederlanden zijn adellijke status bevestigen. Om zich van zijn naamgenoten te onderscheiden noemde hij zich van Caloen Arents. Hij werd voorzitter van de rechtbank van eerste aanleg in Brugge.
Zijn oudste zoon, Charles-François van Caloen (1802-1877), werd, zoals hij, voorzitter van de rechtbank van eerste aanleg, maar ook gemeenteraadslid van Brugge. De tweede zoon, Leon van Caloen (1805-1833), werd priester van het bisdom Gent-Brugge. De derde zoon was Eugène van Caloen (1807-1840). Een vijfde zoon, Vincent van Caloen (1814-1877), leefde iets langer dan zijn broers. Een zesde zoon was Joseph van Caloen (1822-1858).
Zoals aan drie van zijn broers en twee van zijn zussen was aan Louis-Casimir geen lang leven beschoren. De vermogenden waren, evengoed als de armen, onderhevig aan de aanzienlijke sterfte die veroorzaakt werd door epidemieën van tyfus en cholera of door ongeneeslijke ziekten, zoals de tuberculose, die soms ganse families wegmaaiden. Van de tien kinderen van Caloen Arents waren er twee jongens en twee meisjes die trouwden. De mannelijke huwelijken bleven kinderloos, de meisjes zorgden voor nakomelingen Janssens de Bisthoven, Coppieters en du Trieu de Terdonck.

## Burgemeester
Louis-Casimir van Caloen werd doctor in de rechten. Hij behaalde zijn diploma in 1831 aan de Universiteit van Gent. Hij schreef zich in 1834 in aan de Balie van Brugge maar bleef slechts twee jaar ingeschreven. Hij gaf hierbij twee adressen als zijn verblijfplaats op: Vismarkt en Koolkerke, zonder nadere precisering. 
Op de Vismarkt is het waarschijnlijk dat hij enkele kamers huurde. Zijn moeder woonde nog in het grote herenhuis in de Nieuwe Gentweg, waar hij was opgegroeid, maar waarschijnlijk leefde hij liever zelfstandig. In Koolkerke woonde hij ongetwijfeld in het kasteeltje De Groene Poorte dat familiebezit was. 
In 1836 volgde hij Carolus Slabbinck op als burgemeester van Koolkerke, landelijke gemeente ten noorden van Brugge die toen circa 850 inwoners telde. Zelf was hij geen kandidaat bij de gemeenteraadsverkiezingen, maar werd door de nieuw gekozen raadsleden voorgedragen om 'buiten de raad' zoals dit heette, benoemd te worden tot burgemeester. Bij koninklijk besluit van 14 oktober 1836 werd hij benoemd.
Hij bleef dit ambt uitoefenen tot aan zijn dood, hoewel hij vanaf 27 december 1841 geen akten meer ondertekende en dus waarschijnlijk door ziekte weerhouden werd. Hij werd vervangen door schepen Franciscus Schillewaert, die ook na zijn dood dienstdoende burgemeester bleef totdat in januari 1843 een nieuwe burgemeester was benoemd, de lokale grootgrondbezitter, ridder Edouard de Knuyt - de Vrière.
Veertig jaar later zou zijn neef, Alphonse van Caloen, in zijn voetspoor treden en burgemeester van Koolkerke worden.